# 戎桥水库
戎桥水库是中国安徽省马鞍山市和县境内的一座水库，位于长江支流石跋河上，建于1962年。水库正常库容为720万立方米，集雨面积为22平方千米，海拔为29.5米。